# Sipenggeng (Halongonan)
Sipenggeng is een bestuurslaag in het regentschap Padang Lawas Utara van de provincie Noord-Sumatra, Indonesië. Sipenggeng telt 339 inwoners (volkstelling 2010).